# Kungsäter
Kungsäter est un village et une paroisse suédoise de la province de Västergötland, actuellement rattachée à la commune de Varberg dans le comté de Halland. Le village a une population de 360 et une superficie de 72 hectares. La paroisse a une superficie de 3 482 hectares

## Démographie de la paroisse
| Année      | 1883 | 1909 | 1985 |
| ---------- | ---- | ---- | ---- |
| Population | 837  | 778  | 676  |

## Lieux et monuments
- Dolmen remontant au Néolithique
- Présence de tombes datant de l'âge du bronze
- Église construite en 1880-1881 d'après les plans de l'architecte Emil Victor Langlet